# هاينريش كول
هاينريش كول (و. 1877 – 1914 م) هو مهندس معماري، ومؤرخ الفن، وعالم آثار، وعالم إنسان، ومؤرخ معماري، وأستاذ جامعي ألماني، ولد في باد كرويتسناخ، كان عضوًا في المعهد الألماني للآثار، توفي عن عمر يناهز 37 عاماً.